# ジョドレルバンク天体物理学センター
ジョドレルバンク天体物理学センター（ジョドレルバンクてんたいぶつりがくセンター、英：Jodrell Bank Center for Astrophysics)とは、イギリスマンチェスター大学が運営する天体物理学の国立研究所のこと。

## 概要
1957年夏にジョドレルバンク天文台の名前で知られる、口径76mLovell（ラベル）電波望遠鏡の設置から始まり、グレートブリテン内をカバーする7つの電波望遠鏡の運用やイギリス国内の大学との連携によって運営される電波望遠鏡による共同観測やヨーロッパ全体の大学が運営する電波望遠鏡からなるVLBI観測などを行っている。
現在は、SKAなどのプロジェクトを推進しており、17カ国の天文学者や技術者が参加する国際プロジェクトも実施している。

## 研究施設
- 天体電波研究部門 - MELIN，e-MELIN, VLBIなどの観測を行っている。
- ラベル電波望遠鏡 - ジョドレルバンク天体物理学センター最大の電波望遠鏡
- SKA - 国際プロジェクトで推進が行われている、直線開口合成型の電波望遠鏡ではなく、1.5bn Square Killometer Arrayからなる、電波望遠鏡の計画。
- 高性能コンピュータ - Grid型で構成されたマンチェスター大学内のインフラストラクチャー。数種類のグリッドサービスを提供している。

## 研究部門
- 宇宙論研究グループ
- 銀河群及び銀河団研究グループ
- 銀河系天体物理学研究グループ
- パルサー天体物理学研究グループ
- 太陽系内天体研究グループ（太陽及び惑星）
- 技術研究グループ（電子工学研究）

## 一般公開
ビジターセンターがある。

### 運営機関
- マンチェスター大学
  - School of Physics and Astronomy

### 施設
- ジョドレルバンク天文台(ラベル望遠鏡）
- 天文台
- 電波天文学

## 関連施設
- ケンブリッジ大学
  - キャベンディッシュ研究所
  - ケンブリッジ天文台
  - マラード電波天文台